# Campo de Belchite
Der Campo de Belchite ist eine Comarca (Verwaltungseinheit) der Autonomen Region Aragonien in Spanien. Er liegt im Zentrum der Region in der Provinz Saragossa. Die Comarca hat auf einer Fläche von 1.043,74 km² 4561 Einwohner (Stand 1. Januar 2022). Sitz des Bezirks ist Belchite, die größte der 16 zugehörigen Gemeinden.
Die Comarca grenzt im Westen an den Campo de Cariñena und den Campo de Daroca, im Norden und Nordosten an die Comarca Saragossa, im Südosten und Süden an Bajo Martín.

## Gemeinden
| Gemeinde                  | Einwohner (2024) | Fläche km² | Dichte Einw./km² | Cod INE | Postleitzahl |
| ------------------------- | ---------------- | ---------- | ---------------- | ------- | ------------ |
| Almochuel                 | 22               | 32,00      | 1                | 50021   | 44591        |
| Almonacid de la Cuba      | 233              | 55,21      | 4                | 50023   | 50133        |
| Azuara                    | 537              | 165,81     | 3                | 50039   | 50140        |
| Belchite                  | 1.509            | 273,68     | 6                | 50045   | 50130        |
| Codo                      | 201              | 11,36      | 18               | 50085   | 50132        |
| Fuendetodos               | 145              | 62,20      | 2                | 50114   | 50142        |
| Lagata                    | 115              | 23,65      | 5                | 50133   | 50134        |
| Lécera                    | 599              | 109,20     | 5                | 50136   | 50131        |
| Letux                     | 356              | 30,15      | 12               | 50139   | 50136        |
| Moneva                    | 118              | 61,40      | 2                | 50171   | 50144        |
| Moyuela                   | 227              | 42,76      | 5                | 50179   | 50143        |
| Plenas                    | 111              | 37,95      | 3                | 50213   | 50143        |
| La Puebla de Albortón     | 136              | 76,31      | 2                | 50218   | 50137        |
| Samper del Salz           | 82               | 11,49      | 7                | 50233   | 50134        |
| Valmadrid                 | 127              | 50,57      | 3                | 50275   | 50138        |
| Comarca Campo de Belchite | 4.518            | 1.043,74   | 4                | –       | –            |

Wichtigster Wirtschaftszweig ist die Landwirtschaft auf trockenen Böden. Die wichtigsten Kulturen sind neben Getreide Wein und Oliven. In der Comarca liegen die Naturschutzgebiete des Wasserbeckens von El Planerón (Vogelschutzgebiet) und Lomaza de Belchite. Fuendetodos, der Geburtsort des Malers Francisco de Goya, liegt in der Comarca. Das Geburtshaus kann besichtigt werden.